# Konstanty Moes-Oskragiełło
Konstanty Alfons Moes-Oskragiełło (ur. 6 stycznia 1850, zm. 17 stycznia 1910) – pionier polskiego ruchu wegetariańskiego, propagator homeopatii, leczenia słońcem i wełnianą odzieżą.  Okultysta, erudyta, znawca religii blisko- i dalekowschodnich, członek Towarzystwa Teozoficznego. 

## Życie i działalność
Urodził się w Choroszczy jako Konstanty Alfons Moes. Jego przodkowie pochodzili z Holandii (według innych źródeł z Niemiec) i nosili nazwisko Moës.  W Polsce byli właścicielami Choroszczy i Nowosiółków pod Białymstokiem. Ojciec Christian August prowadził fabrykę włókienniczą produkującą kort, czyli tkaninę wełnianą o skośnym splocie. Brat Alfred prowadził w pobliskich Nowosiółkach postępowe gospodarstwo i browar. 
Konstanty ukończył szkołę średnią w Polsce, potem studiował w Niemczech. W latach 70. XIX w. powrócił do Warszawy, gdzie zajmował się handlem i przemysłem. Powtórnie wyjechał do Niemiec, by studiować – tym razem medycynę. W nieznanych okolicznościach przyjął do nazwiska człon Oskragiełło, który miał sugerować jego pochodzenie litewskie. 
Od urodzenia był wątłego zdrowia, od dzieciństwa chorował na żołądek. W trakcie studiów odwiedzał różne kurorty w Europie, szukając metody leczenia swoich dolegliwości. Kiedy nic mu nie pomagało, zwrócił się w stronę medycyny naturalnej. Przeszedł na ścisłą dietę wegańską (bez mięsa, ryb, tłuszczów, nabiału, przypraw, octu, soli i cukru) i wtedy stan jego zdrowia znacznie się poprawił.

### Okres warszawski
Przyjechał do Warszawy,  od hrabiego Zygmunta Kurtza kupił folwark Anielin (dziś część Otwocka) na którego części w Bojarowie na południowym brzegu rzeki Świder założył w 1883 zakład przyrodoleczniczy, zwany „odrodziskiem jarskim”, gdzie głównymi czynnikami leczniczymi było powietrze, światło słoneczne, kąpiele w ciepłej i zimnej wodzie, potrawy wegetariańskie i odpoczynek. Miało to pomagać w zwalczaniu newralgii, migreny, reumatyzmu, artretyzmu. Od swych kuracjuszy pobierał wynagrodzenie dopiero, gdy kuracja zakończyła się sukcesem. Pacjentów przyjmował również w Warszawie przy ul. Marszałkowskiej 54. W stolicy także, u pani Wilczkowej przy ul. Złotej 3, przyjmował stołowników na otwartych jarskich obiadach.
Przyjaźnił się z mieszkającym w pobliskich Brzegach Michałem Elwiro Andriollim, który dwa lata wcześniej założył sąsiednią osadę Brzegi, wznosząc na niej kilkanaście budynków na wynajem i zapoczątkowując tym samym rozwój Otwocka, jako osady wypoczynkowej.
Przetłumaczył i poprzedził wstępem książkę Alfreda von Seefelda pod tytułem „Jarosz i jarstwo (wegetaryjanizm). Przyczynki do nauki o pożywieniu wyłącznie roślinnym, jako jedyny środek wyzwolenia się od chorób fizycznych, moralnych i społecznych, słowem odrodzenia się rodzaju ludzkiego”. Książka została wydana w 1884 przez Księgarnię i Skład Nut Muzycznych Gustawa Sennewalda.
W roku 1888 ukazały się najsłynniejsze dzieła Oskragiełły. Pierwszym było „Jarstwo i wełniarstwo w dziejach słowiańszczyzny”, w którym dowodził, że Słowianie pochodzili od antycznych Hiperborejczyków i od zarania dziejów hołdowali jarstwu i nosili wełniane ubrania, czemu zawdzięczali nadzwyczajną siłę, wzrost olbrzymi, urodę i siłę. W drugim dziele pt. „Przyrodzone pokarmy człowieka i wpływ ich na dolę ludzką” przekonywał, że jarstwo jest odwieczną prawdziwą religią, zaś naukowe jarstwo jest religią przyszłości.

### Okres krakowski
Działalność lecznicza nie przynosiła korzyści finansowych, więc ok. 1890 zlikwidował ją i przeniósł się do Krakowa. Tam zaczął studiować okultyzm i filozofię Wschodu, w którym to celu nauczył się sanskrytu.
W Krakowie nie zajmował się propagowaniem wegetarianizmu. Urzekł go natomiast podkrakowski Ojców i poruszyło traktowanie kuracjuszy i gości przez  władze. Napisał wówczas 24-stronicową broszurę pt. „Położenie w Ojcowie: I.  Obrona Ojcowa i gości jego przed samowolą zarządu, II. Czy Ojców ma przyszłość jako latowisko?”, która ukazała się drukiem w Krakowie w 1895, będąc jednym z pierwszych opracowań na temat krajoznawstwa na Wyżynie Krakowsko-Częstochowskiej.
W Krakowie posiadał  liczący ponad tysiąc tomów księgozbiór, dostępny bezpłatnie dla każdego zainteresowanego. 
Był też wspaniałym rysownikiem tworzącym plany domów, zamków, miast przyszłości, które byłyby praktyczne oraz odpowiadałyby wszystkim potrzebom ludzkości w zakresie higieny. Umeblowanie swego mieszkania wykonał według własnych rysunków „w starosłowiańskim duchu”. 
Zmarł bezpotomnie w wieku 60 lat i został pochowany w Krakowie na cmentarzu Rakowickim (kw. XII b).  Kilka dni przed śmiercią wziął ślub z Leonią z Kaplińskich (1859–1958), krewną Kazimierza Przerwy-Tetmajera.